# Lyctus
Lyctus là một chi bọ cánh cứng trong họ Bostrichidae. Chúng phân bố trên toàn cầu trừ Nam Cực.

## Hình ảnh

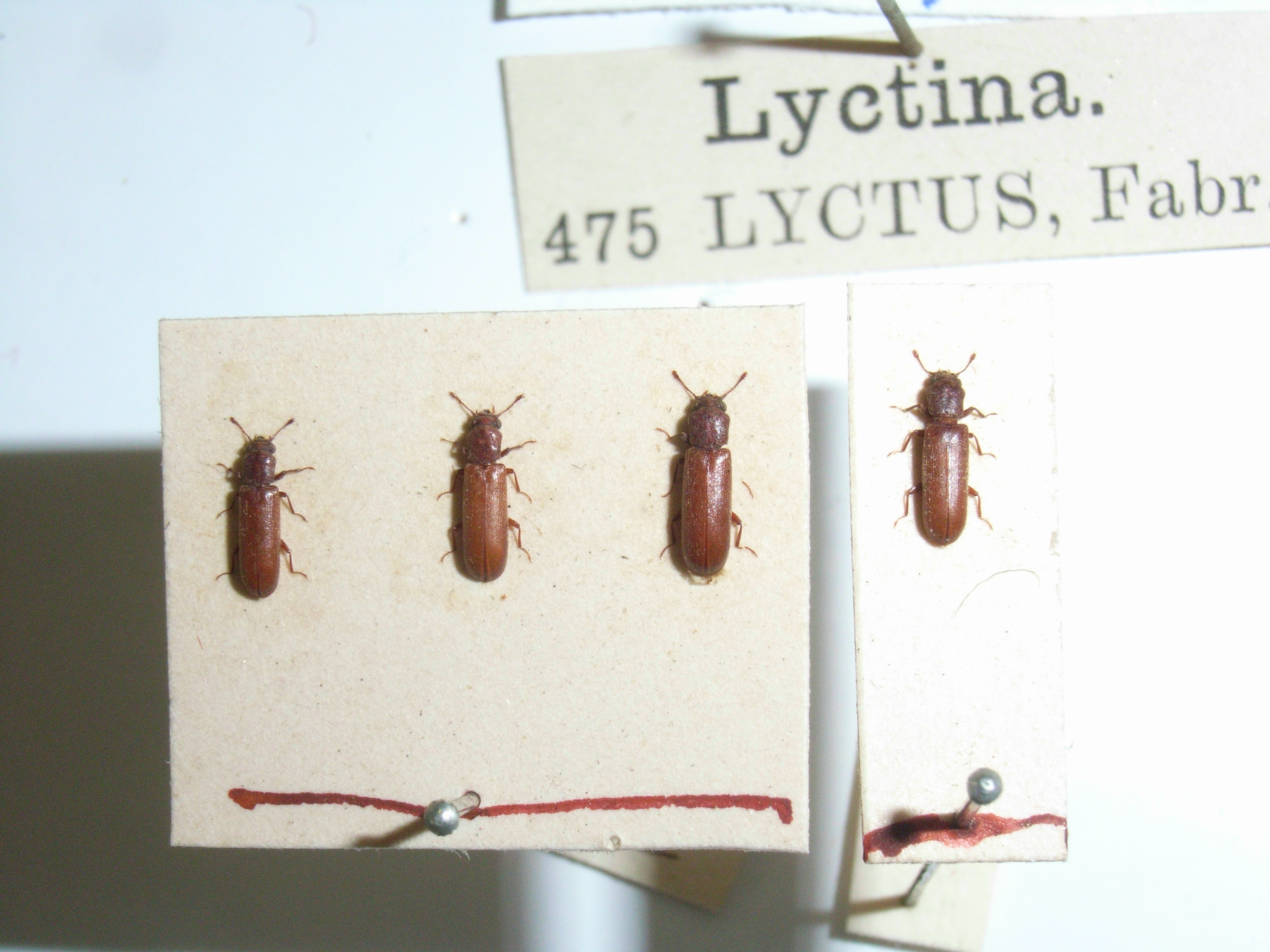
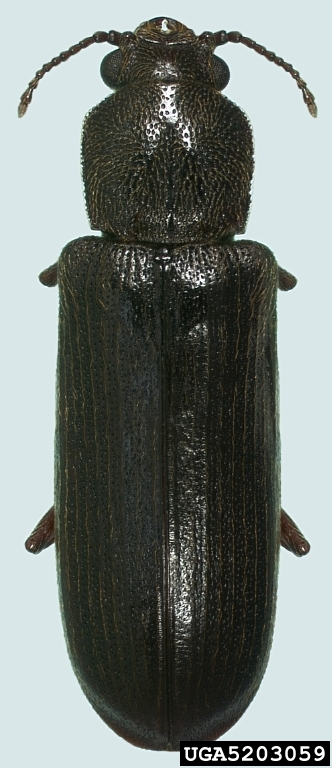

## Các loài
- Lyctus africanus
- Lyctus brunneus
- Lyctus cavicollis
- Lyctus hipposideros
- Lyctus linearis
- Lyctus planicollis
- Lyctus pubescens
- Lyctus sinensis
- Lyctus suturalis